# 潮州会馆
潮州会馆为原潮州府籍人士在外地所建立的会馆，除作鄉親聯誼以外，亦有進行教育及商業活動。

## 中国大陆

### 北京
- 北京潮州七邑会馆，北京市宣武区延寿街12号，破损现为民居
- 北京潮州会馆，北京市宣武区海柏胡同23号，破损现为民居[参 1]
- 北京潮州会馆，北京市宣武区菜市口胡同84号，已被拆除[参 2]

### 天津
- 天津潮州会馆，天津市北门西，旁边就是闽粤会馆
- 天津闽粤会馆，天津市北门西，后门直通针市街。[参 3]

### 上海
- 上海潮州会馆，上海市洋行街（今阳朔路）105号。[参 4]
- 上海揭普丰会馆，上海市里马路（今中山南路）
- 上海潮惠会馆，上海市外马路。[参 5]

### 湖北
- 汉口韩江别墅，汉口牛路口中路
- 汉口潮嘉会馆，汉口多宝林路
- 汉口潮梅会馆，[参 6]

### 山东
- 烟台芝罘潮州会馆，建于清同治九年（公元1870年），遗址在今天烟台的市府街东方电子集团处[参 7]

### 安徽
- 芜湖潮州会馆，建于清光绪十二年（公元1886年），芜湖华盛街二号（江岸路小学）[参 8][参 9]

### 江苏
- 南京潮州会馆，建于明末，旧址不祥。[参 10]
- 苏州潮州会馆，建于清康熙四十七年(公元1708年)，现苏州市阊门外上塘街278-1号（现市五中）。[参 11]
- 南通潮惠会馆，
- 嘉兴潮州同乡会，

### 广西
- 宜州市怀远镇潮州会馆，建于清末，现怀远镇机关办公用房[参 12]

### 福建
- 长汀潮州会馆，福建长汀县城郭家巷2号。
- 长汀潮州会馆，长汀县城五通巷31号。[参 13]

### 海南
- 海口潮州会馆，建于清乾隆二十一年（公元1756年）旧址在海口市解放西路海口百货大楼对面[参 14]
- 万城潮州会馆，海南万宁市万城镇朝阳街[参 15]。2009年，列为海南省文物保护单位。

### 广东
- 广州潮州八邑会馆，建于清同治十三年（公元1874年）广州市长堤大马路348号 (现市第九中学)。[参 16]
- 湛江赤坎潮州会馆，湛江市福建街30号（现市第十一中学）。
- 徐闻潮州会馆，徐闻县城东关民主路120号。
- 海安港潮州会馆，徐闻县海安港
- 迈陈墟潮州会馆，徐闻县迈陈墟
- 曲界墟潮州会馆，徐闻县曲界墟

- 吴川芷寮潮州会馆，已没

- 梅州兴宁潮州八邑同乡会馆，梅州兴宁市城内河背街。[参 19]

## 香港
- 香港潮州会馆，位於上環德辅道西81至85号潮州会馆大厦9字楼。[参 20]
- 粉岭潮州会馆，建于1972年，位於粉岭马会道278号二楼C,D座。[参 21]
- 长洲潮州会馆，建于1950年代，位於長洲海傍道83號。[参 22]

## 澳門
- 澳門潮州同鄉會，澳門友誼大馬路405號成和閣二樓B座

## 台湾
- 台北潮州会馆，台北市潮州街
- 台南潮州会馆（三山国王庙），台南市西门路三段100号
- 鹿港潮州会馆（三山国王庙），鹿港旧大街最北的菜市头

## 泰国
- 泰国潮州会馆，泰国曼谷市谷庄仁集路越卜一巷1号。[参 23]
- 合艾潮州会馆，泰国宋卡府合艾市碧甲森路
- 宋卡潮州会馆

## 新加坡
- 新加坡潮州八邑會館，97 Tank Road, Singapore 238066
- 潮安会馆，48 Lorong 8 Geylang, Singapore 399108
- 新加坡潮阳会馆，299 River Valley Road, Singapore 238340
- 新加坡澄海会馆，28 Lorong 25A Geylang, Singapore 388233
- 新加坡揭陽會館，31 Lorong 27 Geylang, Singapore 388166
- 南洋普宁会馆，115 Keng Lee Road, Singapore 308401
- 新加坡惠来同乡会，23B Teo Hong Road, Singapore 088332
- 宏安旅外同鄉會，30 Lorong 24A Geylang, Singapore 398554
- 樟林旅外同鄉會，Pasir Panjang Post Office, POBox 158, Singapore 911126
- 義安公司，97 Tank Road, Singapore 238066

## 马来西亚
各地潮属机构，包括潮州会馆、韩江公会、潮州公会大概56个。

### 柔佛州
- 柔佛潮州八邑会馆，新山惹兰依不拉欣苏丹门牌五十三号（No.53, Jalan Ibrahim Sultan, 80300, Johor Bahru, Johor）。 柔佛州还有12间潮州会馆（丰盛港、古来、笨珍、峇株巴辖、巴冬、麻坡、东甲、昔加挽、居銮、永平、哥打丁宜和南亚）[参 25]

### 吉打州
- 吉玻潮州会馆， 27-B, Lebuhraya Darulaman, 05000 Alor Setar, Kedah, Malaysia。[参 26]
- 吉南韩江公会，No.29; Jalan Raya,09000 Kulim,Kedah。
- 吉中潮州会馆，54-B 2nd Floor,Lorong 24,Taman Petani Jaya,08000 SG Petani,Kedah。

### 吉兰丹州
- 吉兰丹潮州会馆

### 马六甲州
- 马六甲潮州会馆，马六甲鸡场街114号。

### 森美兰州
- 森美兰潮州会馆
- 马口潮州会馆

### 彭亨州
- 关丹潮州会馆
- 淡马鲁属潮州会馆
- 北根潮州会馆
- 金马仑韩江公会

### 槟城州
- 槟榔屿潮州会馆，[参 27]
- 大山脚韩江公会

### 霹雳州
- 霹雳韩江公会，霹雳州还有9间潮属会馆（太平北霹雳、下霹雳、江沙、华都牙也、马登巴冷美罗、邦咯岛、和丰、曼绒和珠宝拱桥）

### 沙巴州
- 亚庇潮州公会
- 山打根潮州公会
- 斗湖潮州公会
- 纳闽潮州公会
- 拿笃潮州公会

### 砂拉越州
- 古晋潮州公会，砂拉越州还有7处潮州公会（诗巫、英吉利里、沐胶、达岛、美里、斯里阿曼省、民都鲁）

### 雪兰莪州
- 雪隆潮州会馆，35, Jalan Ampang,50450 Kuala Lumpur。[参 28]
- 适耕庄潮州会馆
- 巴生滨海潮州会馆
- 雪兰莪沙白县韩江公会

### 登嘉楼州
- 登嘉楼潮州会馆
- 甘马挽潮州会馆

### 玻璃市州
- 玻璃市潮州公会

## 柬埔寨
- 柬埔寨潮州会馆，No.144 Hassakan Bivd. Phnom Penh， Cambodia。

## 越南
- 越南胡志明市潮州义安会馆，胡志明市第五郡阮街六七八号
- 会安古城潮州会馆，越南会安古城的东部NGUYEN DUY Hieu街,157号

## 老挝
- 老挝潮州同乡会，位于23/1Thatluang South P.O.Box638 Vientland,Lao P.D.R.

## 印尼
- 印尼苏北省潮州公会，Jalan Timor No.33 Medan-Indonesia
- 苏南省巨港市潮州联谊社，Jalan Kopral Daud(Lorong Asia),No.5067,Palembang 30126,Sumatera
- 西加省潮州同乡会，Jalan Hidayat No.9,Pontianak,Kal-Bar, Indonesia
- 印尼潮州乡亲公会，Jalan P.jayakarta No.141 Blok D-28 Jakarta 10730 Indonesia.
- 占碑潮州公会，Jalan Makalam No.12,Jambi36134,Indonesia.
- 印尼中爪哇潮州乡亲公会，Jl. Villa Marina No.A12, Kec. Semarang Barat, Kota Semarang, Jawa Tengah 50144, Indonesia

## 加拿大
- 魁省潮州會館，988 Rue de Bullion, Montréal, QC H2X 3A5, Canada
- 安省潮州會館，568 Dundas St W, Toronto, ON M5T 1H5, Canada
- 卑詩省潮州會館，#1265-3779 Sexsmith Rd, Richmond, BC V6X 3Z9, Canada
- 缅省潮州会馆，644 McGee St, Winnipeg, MB R3E 1W8, Canada
- 渥太华市潮州会馆，1089 Somerset St W, Ottawa, ON K1Y 3C6, Canada
- 爱城潮州同乡会，10922 97 St NW, Edmonton, AB T5H 2M7, Canada
- 亚省卡城潮州同乡会，Bay 357/361, 3rd Level, 328 Centre St S, Calgary, AB T2G, Canada
- 沙省潮州联谊会，2108 Wascana Green, Regina, SK S4V 2K8, Canada
- 温哥华潮州同乡会，250 E Georgia St, Vancouver, BC V6A 1Z7, Canada

## 美国
- 圣荷西潮州会馆，2580 Alvin Ave, San Jose CA 95121, USA
- 北加州潮州会馆，689 Clay St, San Francisco, CA 94111, USA
- 南加州潮州会馆，649 N. Broadway, Los Angeles, CA 90012, USA
- 聖地亞哥潮州同鄉會，3615 University Ave, San Diego, CA 92105, USA
- 夏威夷潮州会馆，2nd Floor, 134 N. King St, Honolulu, HI 96817, USA
- 德州潮州会馆，10600 Turtlewood Ct, Houston, TX 77072, USA
- 芝加哥潮州同乡会，Suite 208, 1022 W. Argyle St, Chicago, IL 60640, USA
- 西雅图潮州同乡会，666 S. Weller St, Seattle, WA 98104, USA
- 紐英崙潮州同鄉會，9 Knapp St, Boston, MA 02111, USA
- 奥斯汀潮州同乡会，12230 N. Lamar Blvd, Austin, TX 78753, USA
- 费城潮州同乡会，2nd Floor, 908 Arch St, Philadelphia, PA 19107, USA
- 紐約潮州同鄉會，3rd Floor, 207 Canal St, New York, NY 10013, USA
- 美京潮州同鄉會，3236 Annandale Rd, Falls Church, VA 22042, USA
- 俄勒岡州潮州同鄉會，16525 NE Glisan St, Portland, OR 97230, USA

## 延伸閱讀
- 蔡志祥：〈本土化、区域化和全球华：华社与故乡及世界的联系──以新加坡潮州八邑会馆为例（页面存档备份，存于）〉。
- 周昭京. . 上海古籍出版社. 1995. ISBN 9787532519774.